# Paweł Magdoń
Paweł Magdoń, född 13 november 1979 i Dębica, är en polsk fotbollsspelare (försvarare) som spelar för Wisła Płock.
Magdoń har spelat en landskamp i det polska fotbollslandslaget. Han gjorde ett mål i matchen mot Förenade Arabemiraten den 6 december 2006.

## Klubbar
- Piotrcowia Piotrków Trybunalski (1998–2000)
- ŁKS Łódź (2000)
- Piotrcowia Piotrków Trybunalski (2000–2002)
- Pogoń Szczecin (2003–2005)
- Wisła Płock (2006)
- GKS Bełchatów (2007–2010)
- Odra Wodzisław Śląski (2010)
- Górnik Łęczna (2010–2012)
- Wisła Płock (2012–)